# Liste d'œuvres d'art public dans la Charente-Maritime
Cet article vise à recenser les œuvres d'art dans l'espace public situées dans le département de la Charente-Maritime, en France.

## Liste
Les œuvres sont classées par ordre alphabétique de communes et, au sein de celles-ci, par ordre chronologique d'installation, dans la mesure des informations disponibles.

### Sculptures
| Œuvre                                           | Auteur                                      | Commune             | Localisation                                | Notes | Installation | Coordonnées                        | Illustration                                                                                        |
| ----------------------------------------------- | ------------------------------------------- | ------------------- | ------------------------------------------- | --- | ------------ | ---------------------------------- | --------------------------------------------------------------------------------------------------- |
| Calvaire                                        | À déterminer                                | Avy                 | À déterminer                                | | À déterminer | à géolocaliser                     | Calvaire                                                                                            |
| Le Cheval d'Aytré                               | Christian Renonciat                         | Aytré               | Place des Charmilles                        | | 1988         | 46° 08′ 01″ nord, 1° 06′ 55″ ouest | Le Cheval d'Aytré                                                                                   |
| Port-Loti                                       | Christian Renonciat                         | Aytré               | Parc Port Loti                              | | 1994         | 46° 08′ 04″ nord, 1° 06′ 49″ ouest | Image manquante                                                                                     |
| Buste de Jean Hyppolite                         | Jean-Marie Meslin                           | Jonzac              | Lycée Jean-Hyppolite                        | Représente Jean Hyppolite. | À déterminer | à géolocaliser                     | Buste de Jean Hyppolite                                                                             |
| Statue de la République                         | À déterminer                                | Jonzac              | À déterminer                                | | À déterminer | 45° 26′ 43″ nord, 0° 26′ 02″ ouest | Statue de la République                                                                             |
| Buste de Gustave Dechézeaux                     | À déterminer                                | La Flotte           | Square Mérindot                             | Représente Gustave Dechézeaux. | À déterminer | à géolocaliser                     | Buste de Gustave Dechézeaux                                                                         |
| Médaillon de Léonce Vieljeux                    | À déterminer                                | La Rochelle         | Sur le mur d'enceinte de l'hôtel de ville   | Représente Léonce Vieljeux. | 1948         | à géolocaliser                     | Médaillon de Léonce Vieljeux                                                                        |
| Statue de Guy-Victor Duperré                    | Pierre Hébert et Pierre-Eugène-Émile Hébert | La Rochelle         | À déterminer                                | Représente Guy-Victor Duperré. | 1869         | à géolocaliser                     | Statue de Guy-Victor Duperré                                                                        |
| Héro et Léandre                                 | Pierre Laurent                              | La Rochelle         | À déterminer                                | | À déterminer | à géolocaliser                     | Héro et Léandre                                                                                     |
| Statue de Jean Guiton                           | Ernest Henri Dubois                         | La Rochelle         | Place de l'Hôtel de ville                   | Représente Jean Guiton. | 1911         | à géolocaliser                     | Statue de Jean Guiton                                                                               |
| Kaleidoscope / Doubled                          | Dan Graham                                  | La Rochelle         | Place François-Mitterrand                   | | 2010         | à géolocaliser                     | Image manquante                                                                                     |
| Monument à Eugène Fromentin                     | Ernest Henri Dubois                         | La Rochelle         | À déterminer                                | Représente Eugène Fromentin. | À déterminer | à géolocaliser                     | Monument à Eugène Fromentin                                                                         |
| Sans titre                                      | Gottfried Honegger                          | La Rochelle         | Tour de la lanterne                         | | 1986         | 46° 09′ 21″ nord, 1° 09′ 26″ ouest | Image manquante                                                                                     |
| Sans titre                                      | Jean-Pierre Pincemin                        | La Rochelle         | Tour                                        | | 1986         | 46° 09′ 21″ nord, 1° 09′ 15″ ouest | Image manquante                                                                                     |
| Buste de Barthélémy Gautier                     | À déterminer                                | Pons                | Dans le jardin public                       | Représente Barthélémy Gautier. | À déterminer | à géolocaliser                     | Buste de Barthélémy Gautier                                                                         |
| Buste d'Émile Combes                            | À déterminer                                | Pons                | À déterminer                                | Représente Émile Combes. | À déterminer | à géolocaliser                     | Buste d'Émile Combes                                                                                |
| Buste de la République                          | À déterminer                                | Pons                | À déterminer                                | | À déterminer | à géolocaliser                     | Buste de la République                                                                              |
| Buste de Théodore Agrippa d'Aubigné             | J. Bouyer                                   | Pons                | Rue Saint Jacques                           | Représente Théodore Agrippa d'Aubigné. L'original en bronze érigé[Quand ?] dans le jardin public est fondu sous le régime de Vichy, dans le cadre de la mobilisation des métaux non ferreux. | À déterminer | à géolocaliser                     | Buste de Théodore Agrippa d'Aubigné« Monument à Agrippa d'Aubigné à Pons », sur À nos grands hommes |
| Buste de La Fayette                             | À déterminer                                | Port-des-Barques    | À déterminer                                | Représente Gilbert du Motier de La Fayette. | À déterminer | à géolocaliser                     | Buste de La Fayette                                                                                 |
| Statue de Pierre Loti                           | Vinet                                       | Rochefort           | Dans le square Triviers                     | Représente Pierre Loti. | 1950         | à géolocaliser                     | Statue de Pierre Loti« Monument à Pierre Loti à Rochefort », sur e-monumen                          |
| Le Jardin des retours                           | Bernard Lassus                              | Rochefort           | Corderie royale                             | | 1992         | 45° 44′ 58″ nord, 0° 46′ 24″ ouest | Image manquante                                                                                     |
| Les Outils du navigateur                        | Richard Texier                              | Rochefort           | À déterminer                                | | 1998         | à géolocaliser                     | Image manquante                                                                                     |
| Statue de Michel Regnaud de Saint-Jean d'Angély | Frédéric Louis Désiré Bogino                | Saint-Jean-d'Angély | Sur la place de l'Hôtel-de-Ville            | Représente Michel Regnaud de Saint-Jean d'Angély. | 1862         | à géolocaliser                     | Statue de Michel Regnaud de Saint-Jean d'Angély                                                     |
| Buste d'André Lemoyne                           | À déterminer                                | Saint-Jean-d'Angély | Sur la place André-Lemoyne                  | Représente André Lemoyne. | À déterminer | 45° 56′ 44″ nord, 0° 31′ 24″ ouest | Buste d'André Lemoyne                                                                               |
| Buste de Joseph Lair                            | À déterminer                                | Saint-Jean-d'Angély | Sur la place de l'Hôtel-de-Ville            | | À déterminer | à géolocaliser                     | Buste de Joseph Lair« Monument à Joseph Lair à Saint-Jean-d'Angély », sur e-monumen                 |
| Statue de George Washington                     | Jean-Antoine Houdon et Nicolas Martiau      | Saint-Martin-de-Ré  | À déterminer                                | | À déterminer | à géolocaliser                     | Statue de George Washington                                                                         |
| Buste de Pierre Loti                            | À déterminer                                | Saint-Porchaire     | Dans le jardin public, en face de la mairie | Représente Pierre Loti. | À déterminer | à géolocaliser                     | Buste de Pierre Loti                                                                                |

### Monuments aux morts
| Œuvre                                                         | Auteur                               | Commune                      | Localisation                                                                                                   | Notes                                                                      | Installation | Coordonnées                        | Illustration                                                                                         |
| ------------------------------------------------------------- | ------------------------------------ | ---------------------------- | --- | -------------------------------------------------------------------------- | ------------ | ---------------------------------- | --- |
| Poilu au repos (monument aux morts)                           | Copie d'après Étienne Camus          | Aulnay                       | Rue du château, devant la mairie                                                                               |                                                                            | À déterminer | 46° 01′ 11″ nord, 0° 20′ 47″ ouest | Monument aux morts d'Aulnay                                                                          |
| Monument aux morts                                            | À déterminer                         | Arvert                       | Intersection de la rue de l'Etrade et de la rue du Boudignou                                                   |                                                                            | À déterminer | à géolocaliser                     | Monument aux morts                                                                                   |
| Monument aux morts                                            | À déterminer                         | Baignes-Sainte-Radegonde     | À côté de l'église Saint-Étienne                                                                               |                                                                            | À déterminer | 45° 22′ 50″ nord, 0° 14′ 06″ ouest | Monument aux morts de Baignes-Sainte-Radegonde                                                       |
| Poilu au repos (monument aux morts)                           | Copie d'après Étienne Camus          | Barzan                       | À déterminer                                                                                                   |                                                                            | À déterminer | à géolocaliser                     | Poilu au repos (monument aux morts)                                                                  |
| Poilu au repos (monument aux morts)                           | Copie d'après Étienne Camus          | Beauvais-sur-Matha           | À déterminer                                                                                                   |                                                                            | À déterminer | à géolocaliser                     | Image manquante                                                                                      |
| Au mépris du danger (d) (monument aux morts)                  | Copie d'après Eugène Bénet           | Chaillevette                 | Sur la place de Verdun, à l'intersection de la rue de Chatressac et de la rue des Fontaines                    |                                                                            | À déterminer | à géolocaliser                     | Au mépris du danger (d) (monument aux morts)                                                         |
| Monument aux morts                                            | À déterminer                         | Chatenet                     | À déterminer                                                                                                   |                                                                            | À déterminer | à géolocaliser                     | Monument aux morts                                                                                   |
| Poilu au repos (monument aux morts)                           | Copie d'après Étienne Camus          | Chenac-sur-Gironde           | À côté de l'église                                                                                             |                                                                            | 1922         | à géolocaliser                     | Image manquante                                                                                      |
| Monument aux morts                                            | À déterminer                         | Chepniers                    | À déterminer                                                                                                   |                                                                            | À déterminer | à géolocaliser                     | Monument aux morts                                                                                   |
| Monument aux morts                                            | À déterminer                         | Chermignac                   | À déterminer                                                                                                   |                                                                            | À déterminer | à géolocaliser                     | Monument aux morts                                                                                   |
| Monument aux morts                                            | À déterminer                         | Chives                       | À déterminer                                                                                                   |                                                                            | À déterminer | à géolocaliser                     | Monument aux morts                                                                                   |
| Monument aux morts                                            | À déterminer                         | Ciré-d'Aunis                 | À déterminer                                                                                                   |                                                                            | À déterminer | à géolocaliser                     | Monument aux morts                                                                                   |
| Monument aux morts                                            | À déterminer                         | Clérac                       | À déterminer                                                                                                   |                                                                            | À déterminer | à géolocaliser                     | Monument aux morts                                                                                   |
| Monument aux morts                                            | À déterminer                         | Courçon                      | À déterminer                                                                                                   |                                                                            | À déterminer | à géolocaliser                     | Monument aux morts                                                                                   |
| Monument aux morts                                            | À déterminer                         | Dolus-d'Oléron               | À déterminer                                                                                                   |                                                                            | À déterminer | à géolocaliser                     | Monument aux morts                                                                                   |
| Monument aux morts                                            | À déterminer                         | Genouillé                    | À déterminer                                                                                                   |                                                                            | À déterminer | à géolocaliser                     | Monument aux morts                                                                                   |
| Monument aux morts                                            | À déterminer                         | Jonzac                       | À déterminer                                                                                                   |                                                                            | À déterminer | à géolocaliser                     | Monument aux morts                                                                                   |
| Monument aux morts                                            | À déterminer                         | L'Éguille                    | À déterminer                                                                                                   |                                                                            | À déterminer | à géolocaliser                     | Monument aux morts                                                                                   |
| Poilu au repos (monument aux morts)                           | Copie d'après Étienne Camus          | La Croix-Comtesse            | À déterminer                                                                                                   |                                                                            | À déterminer | à géolocaliser                     | Poilu au repos (monument aux morts)                                                                  |
| Monument aux morts de 1870-1871                               | Pierre Laurent                       | La Rochelle                  | Dans le square Valin                                                                                           | Également appelé Mémorial des soldats et marins de la Charente-Inférieure. | 1913         | à géolocaliser                     | Monument aux morts de 1870-1871« Monument aux morts de 1870 à La Rochelle », sur À nos grands hommes |
| Monument aux morts                                            | Joachim Costa                        | La Rochelle                  | Allée du Mail                                                                                                  |                                                                            | 1922         | à géolocaliser                     | Monument aux morts« Monument aux morts de 14-18 à La Rochelle », sur e-monumen                       |
| La Vague (monument aux marins morts en mer)                   | Joachim Costa                        | La Rochelle                  | Promenade des Tamaris                                                                                          |                                                                            | 2003         | à géolocaliser                     | La Vague (monument aux marins morts en mer)                                                          |
| Monument aux morts                                            | À déterminer                         | Le Gua                       | Devant l'église Saint-Laurent                                                                                  |                                                                            | À déterminer | à géolocaliser                     | Monument aux morts                                                                                   |
| Monument aux morts                                            | À déterminer                         | Les Églises-d'Argenteuil     | À déterminer                                                                                                   |                                                                            | À déterminer | à géolocaliser                     | Monument aux morts                                                                                   |
| Poilu au repos (monument aux morts)                           | Copie d'après Étienne Camus          | Marans                       | Dans le jardin de la mairie, place Ernest Cognacq                                                              |                                                                            | À déterminer | 46° 18′ 32″ nord, 0° 59′ 35″ ouest | Monument aux morts de Marans                                                                         |
| Monument aux morts                                            | À déterminer                         | Migré                        | À déterminer                                                                                                   |                                                                            | À déterminer | à géolocaliser                     | Monument aux morts                                                                                   |
| Monument aux morts                                            | À déterminer                         | Montlieu-la-Garde            | À déterminer                                                                                                   |                                                                            | À déterminer | à géolocaliser                     | Monument aux morts                                                                                   |
| Poilu au repos (monument aux morts)                           | Copie d'après Étienne Camus          | Mortiers                     | À déterminer                                                                                                   |                                                                            | À déterminer | à géolocaliser                     | Image manquante                                                                                      |
| Monument aux morts                                            | À déterminer                         | Muron                        | À déterminer                                                                                                   |                                                                            | À déterminer | à géolocaliser                     | Monument aux morts« Monument aux morts de 1914-1918 à Muron », sur À nos grands hommes               |
| Monument aux morts                                            | À déterminer                         | Neuillac                     | À côté de l'église                                                                                             |                                                                            | À déterminer | à géolocaliser                     | Monument aux morts                                                                                   |
| Poilu baïonnette au canon (d) (monument aux morts)            | Copie d'après Étienne Camus          | Pommiers-Moulons             | À déterminer                                                                                                   |                                                                            | À déterminer | à géolocaliser                     | Poilu baïonnette au canon (d) (monument aux morts)                                                   |
| Poilu écrasant l'aigle allemand (d) (monument aux morts)      | Copie d'après Charles-Henri Pourquet | Pons                         | À déterminer                                                                                                   |                                                                            | À déterminer | à géolocaliser                     | Poilu écrasant l'aigle allemand (d) (monument aux morts)                                             |
| Poilu au repos (monument aux morts)                           | Copie d'après Étienne Camus          | Puilboreau                   | À déterminer                                                                                                   |                                                                            | À déterminer | à géolocaliser                     | Image manquante                                                                                      |
| Monument aux morts                                            | À déterminer                         | Rochefort                    | À déterminer                                                                                                   |                                                                            | À déterminer | à géolocaliser                     | Monument aux morts                                                                                   |
| Monument aux naufragés de La Vienne                           | À déterminer                         | Rochefort                    | Dans le cimetière                                                                                              |                                                                            | 1907         | à géolocaliser                     | Image manquante                                                                                      |
| Poilu au repos (monument aux morts)                           | Copie d'après Étienne Camus          | Rouffignac                   | À côté de l'église Saint-Christophe                                                                            |                                                                            | À déterminer | 45° 20′ 09″ nord, 0° 27′ 02″ ouest | Monument aux morts de Rouffignac                                                                     |
| Monument aux morts                                            | À déterminer                         | Saint-André-de-Lidon         | À déterminer                                                                                                   |                                                                            | À déterminer | à géolocaliser                     | Monument aux morts                                                                                   |
| Monument aux morts                                            | À déterminer                         | Saint-Georges-des-Agoûts     | À déterminer                                                                                                   |                                                                            | À déterminer | à géolocaliser                     | Monument aux morts                                                                                   |
| Poilu au repos (monument aux morts)                           | Copie d'après Étienne Camus          | Saint-Germain-de-Marencennes | À côté de l'église                                                                                             |                                                                            | À déterminer | à géolocaliser                     | Poilu au repos (monument aux morts)                                                                  |
| Poilu au repos (monument aux morts)                           | Copie d'après Étienne Camus          | Saint-Germain-du-Seudre      | À déterminer                                                                                                   |                                                                            | À déterminer | à géolocaliser                     | Poilu au repos (monument aux morts)                                                                  |
| Le Poilu victorieux (monument aux morts)                      | Copie d'après Eugène Bénet           | Saint-Jean-de-Liversay       | Rue du docteur Quoy, devant la mairie                                                                          |                                                                            | À déterminer | 46° 16′ 13″ nord, 0° 52′ 28″ ouest | Monument aux morts de Saint-Jean-de-Liversay                                                         |
| Poilu enveloppé dans les plis du drapeau (monument aux morts) | Copie d'après Charles-Henri Pourquet | Saint-Martial-de-Mirambeau   | À déterminer                                                                                                   |                                                                            | À déterminer | à géolocaliser                     | Poilu enveloppé dans les plis du drapeau (monument aux morts)                                        |
| Monument aux morts                                            | À déterminer                         | Saint-Martin-de-Ré           | À déterminer                                                                                                   |                                                                            | À déterminer | à géolocaliser                     | Monument aux morts                                                                                   |
| Monument aux morts                                            | À déterminer                         | Saint-Sorlin-de-Conac        | À déterminer                                                                                                   |                                                                            | À déterminer | à géolocaliser                     | Monument aux morts                                                                                   |
| Monument aux morts                                            | Émile Peyronnet                      | Saintes                      | Dans le Square du Maréchal Foch                                                                                |                                                                            | 1922         | 45° 44′ 51″ nord, 0° 38′ 05″ ouest | Monument aux morts de Saintes                                                                        |
| Le Poilu victorieux (monument aux morts)                      | Copie d'après Eugène Bénet           | Sainte-Soulle                | Intersection de la rue de l'Aunis (RD 110) et de la rue Chantemerle (RD 203), à côté de l'église Saint-Laurent |                                                                            | À déterminer | à géolocaliser                     | Le Poilu victorieux (monument aux morts)                                                             |
| Monument aux morts                                            | À déterminer                         | Tonnay-Charente              | À déterminer                                                                                                   |                                                                            | À déterminer | à géolocaliser                     | Monument aux morts                                                                                   |
| Monument aux morts                                            | À déterminer                         | Vandré                       | À déterminer                                                                                                   |                                                                            | À déterminer | à géolocaliser                     | Monument aux morts                                                                                   |
| Poilu au repos (monument aux morts)                           | Copie d'après Étienne Camus          | Varaize                      | Place saint Germain                                                                                            |                                                                            | À déterminer | à géolocaliser                     | Image manquante                                                                                      |
| Poilu au repos (monument aux morts)                           | Copie d'après Étienne Camus          | Villexavier                  | À côté de l'église                                                                                             |                                                                            | À déterminer | à géolocaliser                     | Poilu au repos (monument aux morts)                                                                  |
| Monument aux morts                                            | À déterminer                         | Virson                       | À déterminer                                                                                                   |                                                                            | À déterminer | à géolocaliser                     | Monument aux morts                                                                                   |

### Monuments pour une bataille ou un évènement
| Œuvre                                                        | Auteur       | Commune               | Localisation                                             | Notes                             | Installation | Coordonnées                        | Illustration                                                 |
| ------------------------------------------------------------ | ------------ | --------------------- | -------------------------------------------------------- | --------------------------------- | ------------ | ---------------------------------- | ------------------------------------------------------------ |
| Monument à la dernière nuit de Napoléon 1er sur le continent | À déterminer | Fouras                | Sur la plage Sud, en contrebas de la rampe de Marin Baud |                                   | 1928         | 45° 59′ 04″ nord, 1° 05′ 39″ ouest | Monument à la dernière nuit de Napoléon 1er sur le continent |
| Monument à la poche de La Rochelle                           | À déterminer | Saint-Sauveur-d'Aunis | À déterminer                                             | Commémore la poche de La Rochelle | À déterminer | à géolocaliser                     | Monument à la poche de La Rochelle                           |

### Fontaines
| Œuvre                                 | Auteur                 | Commune                    | Localisation                                              | Notes             | Installation | Coordonnées    | Illustration                          |
| ------------------------------------- | ---------------------- | -------------------------- | --------------------------------------------------------- | ----------------- | ------------ | -------------- | ------------------------------------- |
| Fontaine d'Hiers                      | À déterminer           | Hiers-Brouage              | À déterminer                                              | Classé MH (1999)  | À déterminer | à géolocaliser | Image manquante                       |
| Fontaine du Pilori                    | À déterminer           | La Rochelle                | Intersection de la rue du Minage et de la rue du Cordouan | Inscrit MH (1925) | À déterminer | à géolocaliser | Fontaine du Pilori                    |
| Fontaine de la place de la République | Jean Paillé « Perrin » | Le Château-d'Oléron        | Sur la place de la République                             | Classé MH (1937)  | 1851         | à géolocaliser | Fontaine de la place de la République |
| Fontaine de la place Colbert          | À déterminer           | Rochefort                  | Sur la place Colbert                                      | Inscrit MH (1925) | À déterminer | à géolocaliser | Fontaine de la place Colbert          |
| Fontaine du Pilori                    | À déterminer           | Saint-Jean-d'Angély        | Sur la place du Pilori                                    | Classé MH (1892)  | À déterminer | à géolocaliser | Fontaine du Pilori                    |
| Fontaine de Lupin                     | À déterminer           | Saint-Nazaire-sur-Charente | À déterminer                                              | Classé MH (1999)  | 1763         | à géolocaliser | Fontaine de Lupin                     |
| Fontaine                              | À déterminer           | Saint-Sulpice-de-Royan     | À déterminer                                              |                   | À déterminer | à géolocaliser | Fontaine                              |
| Fontaine de la Rouillasse             | À déterminer           | Soubise                    | À déterminer                                              | Inscrit MH (1996) | À déterminer | à géolocaliser | Fontaine de la Rouillasse             |

### Peintures murales
| Œuvre                     | Auteur        | Commune | Localisation                                          | Notes | Installation | Coordonnées                        | Illustration    |
| ------------------------- | ------------- | ------- | ----------------------------------------------------- | ----- | ------------ | ---------------------------------- | --------------- |
| Les migrateurs - Cygognes | Paule Adeline | Bords   | Au lieu-dit « La Grande Vigne », sur le château d'eau |       | À déterminer | 45° 53′ 58″ nord, 0° 45′ 35″ ouest | Image manquante |

### Œuvres disparues ou retirées
| Œuvre                                 | Auteur                 | Commune   | Localisation                                                   | Notes | Installation | Coordonnées    | Illustration    |
| ------------------------------------- | ---------------------- | --------- | -------------------------------------------------------------- | --- | ------------ | -------------- | --------------- |
| Buste de Sadi Carnot,                 | Henri Chapu            | Ars-en-Ré | Place Carnot                                                   | Représentait Sadi Carnot. Fondu sous le régime de Vichy, dans le cadre de la mobilisation des métaux non ferreux. Le piédestal resté vide est retiré[Quand ?] et installé dans le cimetière, à gauche de l'entrée. | 1895         | à géolocaliser | Image manquante |
| Buste d'Edgard Combes,                | Pierre-Antoine Laurent | Pons      | Place de la Marronière, renommée depuis place de la République | Représentait Edgard Combes. Fondu sous le régime de Vichy, dans le cadre de la mobilisation des métaux non ferreux.                                                                                                | 1907         | à géolocaliser | Image manquante |
| Statue du vice-amiral Édouard Pottier | Théodore Rivière       | Rochefort | Cours d'Ablois                                                 | Représentait Édouard Pottier. Détruite en 1944. | 1907         | à géolocaliser | Image manquante |
| Statue d'Eugène Pelletan,             | Jean-Paul Aubé         | Royan     | Square Botton                                                  | Représentait Eugène Pelletan. Fondue sous le régime de Vichy, dans le cadre de la mobilisation des métaux non ferreux.                                                                                             | 1892         | à géolocaliser | Image manquante |